# Танец
Та́нец (через пол. tаniес, от нем. tanz) — ритмичные, выразительные движения тела, обычно выстраиваемые в определённую композицию и исполняемые с музыкальным сопровождением. Танец, возможно, — древнейшее из искусств, оно отражает восходящую к самым ранним временам потребность человека передавать другим людям свои радость или скорбь посредством своего тела. Почти все важные события в жизни первобытного человека отмечались танцами: рождение, смерть, война, избрание нового вождя, исцеление больного. Танцем выражались моления о дожде, о солнечном свете, о плодородии, о защите и прощении. Танцевальные па (фр. pas — «шаг») ведут своё происхождение от основных форм движений человека: ходьбы, бега, прыжков, подпрыгиваний, скачков, скольжений, поворотов и раскачиваний. Сочетания подобных движений постепенно превратились в па традиционных танцев. Главными характеристиками танца являются ритм — относительно быстрое или относительно медленное повторение и варьирование основных движений; рисунок — сочетание движений в композиции; динамика — варьирование размаха и напряжённости движений; техника — степень владения телом и мастерство в выполнении основных па и позиций. Во многих танцах большое значение имеет также жестикуляция, особенно движения рук. Танец имеет разные средства выразительности:
- гармонические движения и позы,
- пластика и мимика,
- динамика — «варьирование размаха и напряжённости движений»[3],
- темп и ритм движения,
- пространственный рисунок, композиция,
- костюм и реквизит.

Большое значение имеет техника — «степень владения телом и мастерство в выполнении основных па и позиций».
Темп — простейшая форма танцевального движения, различные танцевальные сочетания образуют па. Танец измеряется теми же длительностями, что и музыка, и подчинён законам определённой музыкальной системы.
В танце движения определены заранее, в отличие от пляски, которая импровизируется.

## Определения
Определение того, что такое танец, сильно зависит от исторического и культурного контекстов. Хэвлок Эллис предполагал, что танец мог возникнуть как виртуозное развитие сексуального импульса.
Американский хореограф Марта Грэм определяла танец как подлинное выражение глубочайших душевных чувств, высвобождаемое через движение тела. Антрополог Джоан Кеалиинохомоку даёт следующее определение: «Танец — это преходящий, мимолётный способ экспрессии, происходящей в заданной форме и стиле посредством движений тела».
Жюли Шарлотта ван Кэмп (Julie Charlotte Van Camp) в своей диссертации собрала основные положения, из которых состоят определения танца: танец — это человеческое движение, которое формализовано, то есть выполняется в определённом стиле или по определённым шаблонам, имеет такие качества, как грациозность, элегантность, красота, сопровождается музыкой или другими ритмичными звуками, имеет целью рассказ сюжета, коммуникацию или выражение чувств, тем, идей, которому могут содействовать пантомима, костюм, декорации, сценический свет и пр. Также она отмечает, что различные определения понятия «танец» единодушны только в первом пункте — то, что танец — это человеческое движение.
Танец существовал и существует в культурных традициях всех человеческих обществ. За долгую историю человечества он постоянно изменялся, отражая культурное развитие. Существует огромное множество видов, стилей и форм танца.
Танец используется как способ самовыражения, социального общения, в религиозных целях, как состязательный вид спорта, как показательный вид искусства. У некоторых птиц танец сопровождает брачные песни.
Танец (народный и современный) является одной из номинаций Дельфийских игр.
С помощью танца мы можем видеть и чувствовать музыку.

## История развития
Возникли танцы в глубокой древности, тогда они были выражением сильных эмоций (охваченный ликованием человек пускается в пляс). Совместный танец усиливает переживаемое чувство как самих участников, так и зрителей. Изначальная функция танца — выражение эмоциональной жизни используя слаженные движения. Древние люди отмечали танцами многие важные события своей жизни: рождение, смерть, война. С помощью различных танцев они выражали свои пожелания о дожде, о солнечном свете, о плодородии, о защите и прощении. Танцевальные па происходят от основных форм движений человека: ходьбы, бега, прыжков, поворотов и раскачиваний. Их сочетания со временем преобразовались в па традиционных танцев. У каждого народа формировались свои традиции, связанные с танцами. В народных танцах появилось различие между теми, которые исполняют для себя (бытовыми), и теми, которые исполняют напоказ (сценические и культовые). У бытовых танцев с течением времени обозначились различия между крестьянским и городским. Со временем из городских танцев выделились придворные, бальные и салонные. Эти танцы явились основой развития европейского балета.
Огромное влияние на развитие европейской танцевальной культуры имело танцевальное искусство Древнего Востока и античности: ассирийские, древнеегипетские и древнегреческие религиозные празднества. Военные, атлетические танцы были обязательной частью представлений древнегреческого театра. Танцовщики-пантомимисты появились в эллинистическое время в IV—II веках до нашей эры. Эллинистический танец продолжал развиваться В Древнем Риме (II—I века до н. э.) и, наконец, он получил своё развитие в пантомиме во II—V веках нашей эры. Пантомима — «вид сценического искусства, в котором главным средством создания художественного образа является пластическая выразительность человеческого тела, жест, мимика». В Средние века в Европе, несмотря на неблагоприятную религиозную обстановку, происходила дальнейшая театрализация танца, появились жонглёры, шпильманы, скоморохи. В XV—XVI веках создавались посвящённые танцам трактаты и учебники, исполнялись морески — сюжетные танцевальные сцены, в начале XVII века появился балет. В этот период французская королевская Академия танца, основанная в 1661 году, разработала танцевальную систему, которая сейчас называется «классическим танцем».
Появившийся в австрийской области Ландль парный круговой трёхдольный танец «ландлер» постепенно превратился во всем известный и всеми любимый вальс. На рубеже XVIII и XIX веков, завоевав Вену, вальс быстро распространился по многим странам.
Во второй половине XIX века в сценическом танце возникает танцевальный лейтмотив. Лейтмотив — «музыкальный оборот (мотив, фраза, реже целая тема, иногда гармоническая последовательность), неоднократно повторяющийся в качестве сквозного образа музыкального произведения». Большое внимание уделяется согласованности солистов танца и кордебалета и других участников. В это время появились пуанты — «специальная обувь, дававшая возможность исполнительнице стоять, передвигаться и стремительно вращаться на пальцах», что дало возможность разрабатывать новый виртуозный стиль. В конце XIX века появился танец «модерн» — свободный, пластический или ритмопластический танец.
В XIX — начале XX веков появились специальные помещения и площадки для танцев (кафе-шантаны, танцевальные бары, залы, садовые площадки).

## Направления и стили танца

### Народный танец
Фольклорный танец, который исполняется в своей естественной среде и имеет определённые традиционные для данной местности движения, ритмы, костюмы и тому подобное. Фольклорный танец — это стихийное проявление чувств, настроения, эмоций, выполняется в первую очередь для себя, а потом — для зрителя (общества, группы). Характерные особенности национальной культуры начали формироваться в далёком прошлом, это касается песен, танцев, одежды и даже причёски. У народов Западной Европы основой танцев являются движения ног при аккомпанировании рук и корпуса, а у восточных народов основное — это движения рук и корпуса. Первые танцы возникли как проявление эмоциональных впечатлений от окружающего мира. Танцевальные движения развивались также и вследствие имитации движений животных, птиц, а позднее — жестов, отражавшие определённые трудовые процессы (например, некоторые хороводы). При исполнении многих танцев танцовщики часто держат в руках народные музыкальные инструменты, бытовые аксессуары или оружие. Первоначальный танец, как и песня, выполнял магическую роль, поэтому среди календарно-обрядовых танцев сохранилось больше всего архаичных черт.

### Ритуальный танец
Ритуальный танец появился в древний период истории человечества и исполнялся изначально под ритм простейших ударных инструментов, главным побудительным мотивом которого была не практическая польза, а символические ценности, как способ передачи некоего духовного смысла.

### Балет
Балет (от итал. ballare — «танцевать») — так называются сопровождаемые музыкой театральные представления, в которых действующие лица посредством мимических движений и танцев выражают различные характеры, мысли и страсти. Балет является сценическим танцем, то есть он предназначен для зрителей, в отличие от бального (бытового) танца, который изначально был предназначен для самих танцующих. Балет принадлежит к разряду пластических искусств, основные элементы которого: танцы, пластика и мимика. Балет есть своего рода драма, при живого слова выраженная в грациозных или выразительных движениях, игре лица, красивых жестах, наконец, в танцах. Начало балета теряется в глубокой древности. У древних народов танцами сопровождались их религиозные торжества. До XIII века танцевали в латинских и греческих церквях, до сих пор танцуют в религиозных процессиях как на Востоке, так и в Испании и Португалии. Балет у греков всегда сопровождал их комедии и трагедии, хотя общей связи с главным действием не имел, а был только дивертисментом. У римлян существовали религиозные пляски в честь Марса. Ни у греков, ни у римлян балет не имел самостоятельного значения, а являлся интермедией в драматических зрелищах. С падением Рима балетное искусство замирает на тысячу лет и возрождается только к концу XV и началу XVI веков в Италии. Когда во Франции появилась опера, то балет вошёл в её состав. До 1681 года женские роли в балете исполнялись мужчинами, только в балете Кино «Триумф любви» в первый раз появились четыре миловидных танцовщицы.
До XVI века сценический танец входил в зрелища в качестве интермедий. Первые спектакли, имеющие сюжет, были показаны во Франции во 2-й половине XVI века (например, «Комедийный балет королевы» Б. Бальтазарини, 1581). В это время балет ещё не отделялся от оперы. В спектаклях, демонстрировавшихся при дворе, участвовали придворные. Позже появились профессиональные танцовщики, что вызвало развитие техники танца. К концу XVII века были регламентированы тематика и форма балетного спектакля, разработаны виды театрального танца классического балета.
Благодаря достижениям балета как во Франции, так и в России появился романтический балет, черты которого проявились уже в 1820-х годах в работах Ш. Дидло, А. П. Глушковского. Романтический балет окончательно сформировался во Франции в 1830-х годах, это стало величайшим достижением хореографического искусства XIX века. Лучшее произведение этого направления — «Жизель» Адана.
К концу XX века большинство молодых хореографов в основном не разрабатывали ресурсы классического танца, а предпочитали смешение разных танцевальных систем. Так как стало больше знающих учителей, танцовщики стали получать лучшую подготовку. Сравнительно новая область медицины, 
— танцевальная, — улучшила технику предохранения от травм. В то же время имеется проблема приобщения танцовщиков к музыке, не хватает разнообразия стилей, во многих странах обучение музыкальной грамоте стоит на низком уровне, регулярно используются фонограммы. В последние десятилетия XX века стали проводиться балетные конкурсы; первый из них состоялся в Варне (Болгария) в 1964 году. Они привлекательны для артистов не только премиями, но и возможностью показаться судьям, которые представляют самые престижные в танцевальном мире организации. Количество конкурсов увеличивается, их уже не менее десяти в разных странах мира. В связи с потребностью в балетмейстерах возникли также конкурсы хореографов.
Существует наука о балете — балетоведение.
Основные направления в балете:
- романтический;
- классический;
- современный.

### Исторический танец
Исторические танцы — общее название для танцев прошлых эпох, исполняемых в настоящее время.

### Бальный танец
Бальный танец — «танец, который служит для массового развлечения и исполняется парой или большим количеством участников на танцевальных вечерах (балах)». Сначала у бальных танцев не было четко установленной формы. Были популярны низкие танцы — басседансы с поклонами, реверансами, салютами, часто сопровождаемые шествиями со свечами и факелами, пением самих танцующих, а также игрой на лютне, флейте, тамбурине и других музыкальных инструментах того времени. Обычно танцы объединялись: например, эстампида или басседанс с сальтареллой, павана с гальярдой. Возникновение и теоретическая разработка правил бальных танцев происходит в XIV веке в Италии, откуда они проникают во Францию, которая в XVI—XVII веках становится законодательницей бальных танцев. Распространившись в XVII веке по всей Европе, постоянно обогащаясь и развиваясь в каждой из стран, он приобретал своеобразные оттенки национальной стилистики. Наиболее популярным становится менуэт. В основанной в 1661 году в Париже Академия танца регламентировались стиль и манера исполнения бальных танцев, при этом запрещалась импровизация, нарушения определённого порядка (большое значение придавалось рангу танцующих). Для обучения бальным танцам появляются специальные учителя, создаются школы танца. В XVIII веке получили распространение платные балы; первый общественный платный бал состоялся в 1715 в Париже. Распространяются новые, более свободные танцы: паспье, мюзет, ригодон, контрданс, экоссез, лендлер. В 1768 в Париже открылось первое специализированное помещение для бальных танцев. Либерализация общественной жизни в XIX веке способствовала развитию массовых, ритмически живых и естественных бальных танцев. Повсеместное распространение получают танцы лансье, лендлер, галоп, канкан, полька, мазурка, полонез. С середины XIX века гавот и менуэт вытесняются вальсом, в развитие которого наиболее весомый вклад внесли венские композиторы И. Штраус-отец, Й. Ланнер, И. Штраус-сын. В конце XIX — начале XX века из стран Северной и Южной Америки появляются танцы: вальс-бостон, ту-степ, уан-степ, блюз, фокстрот, квик-степ, чарл-стон и другие, которые сильно повлияли на развитие бальных танцев. Бальные танцы могут быть не только парными, но и массовыми, которые «исполняются группой танцующих, образующих круг или линию (летка-енка, сиртаки и другие). В массовых танцах каждый исполнитель не имеет определённого партнёра по танцу». В 1950—1960-е годы модные танцы часто сменяется, возрастает роль группового массового танца, исчезают ограничения в положениях или движениях рук в танце, танцы исполняются без непосредственного телесного контакта.
Хастл (от англ. hustle «толкотня») — парный танец, основанный на импровизации и «ведении». Является собирательным названием для танцев под музыку в стиле диско, популярных в 1980-х, таких как диско-фокс, диско-свинг и собственно хастл.

#### Спортивный бальный танец
Под «бальными танцами» в настоящее время подразумевают словосочетания «спортивные танцы» (СБТ, «спортивные бальные танцы») и «танцевальный спорт». Это отображено в названиях различных танцевальных организаций, например: «Московская федерация спортивного танца» или «Московская федерация танцевального спорта». Не все спортивные бальные танцы являются парными; так как последние несколько лет танцуют в «СОЛО» очень много танцоров, «СОЛО» — это одиночная деятельность, в данном случае одиночный танец.
Во всём танцевальном мире соревнования по спортивным танцам делятся на 2 программы: европейскую (Standart, Modern или Ballroom) и латиноамериканскую (Latin), которые иногда называют десяткой танцев. В эту десятку входят следующие танцы:
- из европейской программы: медленный вальс, венский вальс, медленный фокстрот, танго и квикстеп (быстрый фокстрот);
- из латиноамериканской программы: самба, ча-ча-ча, пасодобль, румба и джайв.

### Акробатический танец
Акробати́ческий та́нец — это вид спорта, в котором спортсмены соревнуются в техническом мастерстве и выразительности исполнения под музыку сложных акробатических движений и танцевальных элементов.

### Свинг
Группа танцев, развившихся во время «эпохи свинга» (поздние 1920-е — 1940-е), а также современные танцы, произошедшие от них. Исторически свинг категоризуется в афроамериканской народной танцевальной традиции, хотя есть некоторые исключения, которые были распространены среди белых. Почти все формы свинга характеризуются синкопированным (укороченным) ритмом, характерным для афроамериканской и западно-африканской музыки и джазовыми танцами эпохи джаза (с конца XIX века до 1940-х годов). Большинство разновидностей свинга развивались вместе с музыкальным жанром «свинг», хотя многие из этих стилей и их производные сейчас танцуются под современную музыку. В наше время свинг распространён во многих развитых западных и азиатских странах, хотя в каждом городе и стране по-разному популярны те или иные танцы, их культура и «подходящая» под них музыка.

### Эстрадный танец
Эстрадный танец — «вид сценического танца, небольшая танцевальная сценка (танцевальная миниатюра), чаще развлекательного характера».

### Современный танец
Танец модерн — одно из направлений современной зарубежной хореографии, зародившееся в конце XIX — начале XX веков в США и Германии. Термин «танец модерн» появился в США для обозначения сценической хореографии, отвергающей традиционные балетные формы. Войдя в употребление, вытеснил другие термины (свободный танец, дунканизм, танец босоножек, ритмопластический танец, выразительный, экспрессионистский, абсолютный, новый художественный), возникавшие в процессе развития этого направления. Общим для представителей танца модерн, независимо от того, к какому течению они принадлежали и в какой период провозглашали свои эстетические программы, было намерение создать новую хореографию, отвечавшую, по их мнению, духовным потребностям человека XX века. Основные её принципы: отказ от канонов, воплощение новых тем и сюжетов оригинальными танцевально-пластическими средствами. В стремлении к полной независимости от традиций представители танца модерн пришли, в конце концов, к принятию отдельных технических приёмов, в противоборстве с которыми зародилось новое направление. Установка на полный отход от традиционных балетных форм на практике не смогла быть до конца реализована.

### Уличный танец
Уличный танец (англ. street dance) — танцевальный стиль, который развивался вне танцевальной студии, в любом доступном открытом пространстве, например, на улицах, танцевальных вечерниках, в парках, школьных дворах и ночных клубах. Этот термин используется для описания местных танцев в городском понимании. Эти танцы являются импровизацией и носят социальный характер, поощряя взаимодействие между зрителями и выступающими танцорами. Подобные танцы являются частью местной культуры того географического района, где они были созданы. Примером уличных танцев может послужить брейк-данс, который был зарожден в Нью-Йорке.

### Инклюзивный танец
Инклюзивный танец — танцевальное направление и танцевальная философия, отличительной чертой которой является совместное танцевальное творчество людей с инвалидностью и без. Инклюзивный танец включает разные стили и направления танца, может содержать элементы физической реабилитации, социальной реабилитации, арт-терапии.

## Международный день танца
Профессиональным праздником танцоров является «Международный день танца» (англ. International Dance Day), посвящённый всем стилям танцевального искусства, который отмечается 29 апреля. Инициирован в 1982 году Международным советом танца (англ. CID, International Dance Council) ЮНЕСКО.